# Teresa Basora i Sugranyes
Teresa Basora i Sugranyes   (Castellvell del Camp, 5 de novembre de 1922 - Barcelona, 28 de juliol de 1998) fou directora de la Biblioteca Museu Víctor Balaguer entre 1949 i 1988 i una activista cultural vinculada a Vilanova i la Geltrú. El 1954 ingressà al Cos Facultatiu d'Arxivers, Bibliotecaris i Arqueòlegs. Més enllà del seu càrrec com a bibliotecària, va ajudar l'alcalde de Vilanova i la Geltrú, Ferrer Pi, a bastir una política cultural. Va arribar al càrrec de directora del museu amb 25 anys i durant el seu mandat es va consolidar l'exposició permanent, es van incorporar el Llegat 56 (o Col·lecció Plandiura) i la col·lecció informalista.